# Evalljapygidae
Evalljapygidae es una familia de hexápodos del orden Diplura. 

## Géneros
Se reconocen los siguientes:
- Evalljapyx Silvestri, 1911
- Mixojapyx
- Occasjapyx